# Ганс Дюльфер
Йоганнес Еміль «Ганс» Дюльфер (нім. Johannes Emil Dülfer; 23 травня 1892, Вупперталь-Бармен, Німецька імперія —15 червня 1915, Аррас, Франція) — німецький альпініст, який здійснив понад 50 сходжень за новими складними (на початок XX століття) альпіністськими маршрутами та став найзнанішим як піонер використання в альпінізмі маятникової техніки та нового способу спуску по мотузці з крутих гірських схилів, названого на його честь «дюльферзиц», а також позначення взагалі спуску вниз з використанням мотузки.

## Біографія
Народився в містечку Бармен, що нині належить до одного з округів Вупперталя, Німеччина. З дитинства займався музикою, став піаністом. У 1911 році приїхав до Мюнхена, де вивчав медицину, а пізніше юриспруденцію та філософію.
Свій перший гірський досвід набув у 14-річному віці в Баварських Альпах, а трохи пізніше в Сильвреттских Альпах, де разом з батьком і під його наставництвом здійснив цілу низку сходжень. Дюльфер швидко прогресував як альпініст, і вже невдовзі після переїзду до Мюнхена близько зійшовся з такими альпіністами як-от Ганс Фіхтль (яким став його вчителем, партнером і другом), Паулем Пройсом, братами Вальтером і Віллі Бернутами (нім. Bernuth) й іншими. Протягом наступних чотирьох років у період з 1911 до 1914 рік він здійснив понад 50 першопроходжень нових альпіністських маршрутів, переважно в масиві Кайзергебірге, а також у Доломітових Альпах, де підкорив 64 піки.
Його першим з найвидатніших сходжень стало проходження східної стіни Фляйшбанк 15 червня 1912 року у зв'язці з Вернером Шарашмідтом (нім. Werner Schaaraschmidt), що вважається першим маршрутом п'ятої категорії складності, і залишався таким протягом наступних 60 років. 18 серпня 1913 року він разом із Вальтером Бернутом з однією мотузкою, трьома гачками та двома карабінами на двох пройшов західну стіну Чіма-Гранде у масиві Тре Чіме ді Лаваредо. Дюльфер лідирував на всьому маршруту, більшість ділянок пройшовши без нижньої страховки. Протягом тривалого часу цей маршрут залишався найскладнішим у масиві та «протримався довше», ніж маршрут Пройса Кампаніле-Бассо. До також неперевершених для його часу маршрутів відносять його 500-метрову диретисиму (сходження прямо від підніжжя до вершини) західною стіною Тотенкікхль (V+), знану як «Камін Дюльфера», а також маршрут північно-західною стіною Клайне-Гальт. Численні знову пройдені маршрути Дюльфера увійшли до всіх путівників Кайзергебірга і Східних Альп. Жорж Ліванос — «імператор Доломіт», сказав, що Дюльфер був «справжнім предтечею маршрутів шостої категорії складності».
Ганс Дюльфер, як прибічник використання гаків під час сходжень, був опонентом Пауля Пройса, який виступав за «чистий стиль» в альпінізмі, мав на увазі, на думку останнього, використання допоміжного альпіністського арсеналу тільки в крайньому разі, хоча вони залишалися близькими друзями. Дюльфер був неймовірно засмучений загибеллю Пройса 3 жовтня 1913 року і, стоячи біля його могили, «плакав як дитина». Своє останнє сходження за новим маршрутом Ганс Дюльфер здійснив 1 серпня 1914 року з півдня на Цислезер-Одла (нім. Cisleser Odla).
У грудні 1914 року він був призваний до армії. Загинув 15 червня 1915 року у Франції неподалік міста Аррас від поранення в горло уламком гранати, що розірвалася.

## Короткий перелік нових маршрутів

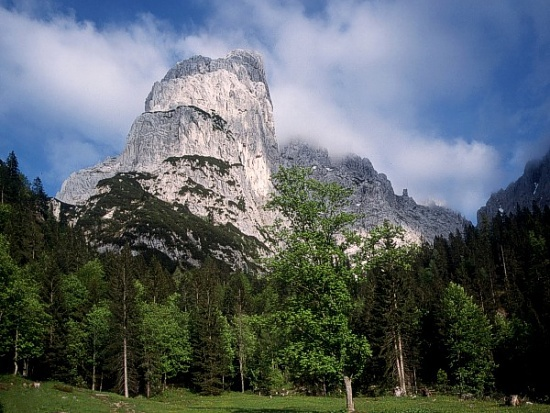
Тотенкірхль

- Тотенкікхль[de] / 9 маршрутів — «Fiechtlkamin», «Abgebrochener Kamin», «Schaarschmidtkamin», «Dülferführe» тощо.
- Гогіс[de] / Північна стіна — «Варіант Дюльфера-Фіхтля» (21.10.1911)
- Зоннйох[de] / Північно-східна стіна (23.10.1911)
- Меделегабель / Північно-східна стіна (1911)
- Фляйшбанк[de] / Східна стіна — «Dülferführe» (15.06.1912), Південно-східна стіна — «Dülferriß» (тріщина Дюльфера) (03.09.1913)
- Масив Розенгартен[en] / Чамінспітце-Естліхе (південно-східним ребром) (06.07.1912)
- Кесселькогель[de] (Катиначчо д’Антермоя[it]) / південно-східним каміном (08.07.1912), Зюдфершнайдунг (нім. Südverschneidung) — «Dülfer» (18.07.1914)
- Фріда-Пунта-Ді (нім. Frida Punta Di)/ Північна стіна (24.07.1912)
- Швальбенкофель (нім. Schwalbenkofel) (Croda dei Róndoi) / Східна стіна (27.07.1912)
- Розенгартенспітце[de] (Catinaccio) / Західна стіна, маршрут «Dülfer» (04.08.1912)
- Масив Розенгартен / Фальбонспітце-Естліхе (північно-західним ребром) — «Valbonkante» (05.08.1912)
- Лерхек[en] / Головна вершина Східною стіною — «Dülferführe» (12.09.1912)
- Предігштуль[de] / Західна стіна — «Dülferführe» (11.10.1912)
- Тре Чіме ді Лаваредо / Чіма-Овест, Західна стіна (29.07.1912), Чіма-Овест — камін Південною стіною («Linker», 13.08.1913)
- Торре-дель-Дияволо (італ. Torre del Diavolo) (2598 м) (масив Cadini di Misurina[it])/ з південного сходу (15.08.1913)
- Клайне-Гальт[de] / Північна стіна (13.09.1913), Північно-західна стіна — «Dülferführe» (маршрут Дюльфера) (18.07.1914)[7][8][9]

## Виноски
1. ↑  В альпінізмі (гірському туризмі) спосіб подолання складної горизонтальної ділянки маршруту (як правило по скелях), використовуючи вище встановленої над ним точки страховки як блок.